# Muscle car
La muscle car est un type d'automobiles américaines (ou australiennes avec la marque Holden) propulsées par un moteur surdimensionné, le plus souvent un V8. Si les premières automobiles de grande puissance sont nées dans les années 1950, l'histoire officielle désigne généralement sous l'appellation de « muscle car » des modèles datant pour la plupart de la décennie suivante.
L'Amérique du Nord produit des voitures rapides et puissantes bien avant la Seconde Guerre mondiale, mais la plupart de ces rares automobiles sont coûteuses et achetées par les classes supérieures de la société. La période Muscle cars se distingue de ces automobiles par des prix bien inférieurs, accessibles par les jeunes, à une période où les jeunes sont « rois » et où Détroit est la référence dans le monde automobile.

## Appellation
L'expression « muscle car » ne fait l'objet d'aucune définition officielle. Cette dénomination regroupe les versions les plus sportives proposées dans les gammes américaines de l'époque, les coupés et cabriolets intermédiaires en tant que figures emblématiques, dotés d'un moteur de forte cylindrée prélevé dans la gamme la plus haute, d'équipements spécifiques (suspensions renforcées, boîte manuelle proposée en montage standard, etc.) et identifiés par une désignation pleine de sens.
L'installation empirique d'un « big block » (« gros bloc »), c'est-à-dire un moteur d'une cylindrée supérieure à six litres, dans une automobile légère fait toute la singularité des Muscle cars, l'objectif premier étant d'obtenir un rapport poids/puissance des plus favorables, de l'ordre de 5 kg/ch en moyenne, et donc de garantir à l'acheteur des performances hors du commun. Hormis quelques options mécaniques conçues spécifiquement pour ces modèles, la plupart des muscle cars de l'époque utilisent un maximum de composants provenant de la production de série, ce qui réduit d'autant leur prix de revient et permet donc de les commercialiser à un tarif suffisamment attractif pour attirer une clientèle majoritairement jeune.

### Origines

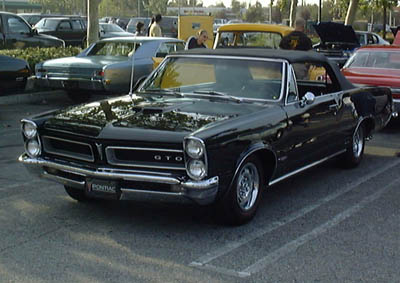
La Pontiac GTO, lancée en 1964, est considérée par beaucoup comme la première muscle car, néanmoins la Pontiac Tempest/Lemans de 1963 était déjà équipée de la même motorisation.

Le terme muscle car entre dans le langage populaire au début des années 1960. Il désigne une catégorie de voitures américaines à propulsion équipées de moteurs V8 de grosse cylindrée. Le couple est ici la priorité, afin d'effectuer le quart de mille (402 mètres) en un temps record. Bon marché et rapides, celles-ci visent un public jeune, adepte des courses d'accélération.
Leur période de gloire s'étend de 1964 à 1974 mais le principe de la « Muscle car » date du début des années 1940, lorsque les jeunes commencent à modifier leurs voitures. Après leur retour de la guerre, les soldats modifient des modèles anciens et peu onéreux et produisent ce qu'on a appelé alors des Hot rods. Dans les années 1950, les constructeurs proposent des autos équipées de V8 très puissants puis dans les années 1960, ils associent des caisses légères de leur gamme moyenne avec le plus gros moteur disponible, les amateurs peuvent alors acquérir des véhicules très performants et peu coûteux. Du fait de leur puissance, ces voitures seront parfois vendues par les concessionnaires avec des avertissements procurés par le constructeur indiquant que le véhicule n'est pas prévu pour un usage routier.
Les filiales australiennes et sud africaines des groupes Ford et General Motors produiront également des Muscle cars.

### Identité
Les Muscle cars s'épanouissent à une époque où la première génération issue du « baby-boom » parvient tout juste à l'âge adulte. Une génération en rupture appelée à contester de nombreux aspects de « l'American Way of Life », jusque dans ses symboles les plus représentatifs : l'automobile, la famille, le statut social, etc. À bien des égards, les Muscle cars des années 1960 reflètent ce désir de transgression de l'ordre établi. Exclusivement disponibles en coupé et en cabriolet, ils s'adressent le plus souvent à de jeunes couples sans enfant. Leurs performances élevées incitent par ailleurs constamment leurs propriétaires à violer les règles communes.
S'afficher au volant d'une Muscle car apparaît comme un signe identitaire fort à la fin des années 1960, et attire logiquement l'attention des patrouilles de police, peu suspectes de bienveillance à l'égard de ces nouveaux rebelles qui ne respectent guère les limitations de vitesse en vigueur et se retrouvent souvent en groupe le samedi soir pour faire tomber les précédents records d'accélération sur les principales artères des centres-villes, comme Woodward Avenue à Détroit, célèbre pour être longtemps le lieu d'affrontement privilégié des possesseurs de Muscle cars.

### La fin

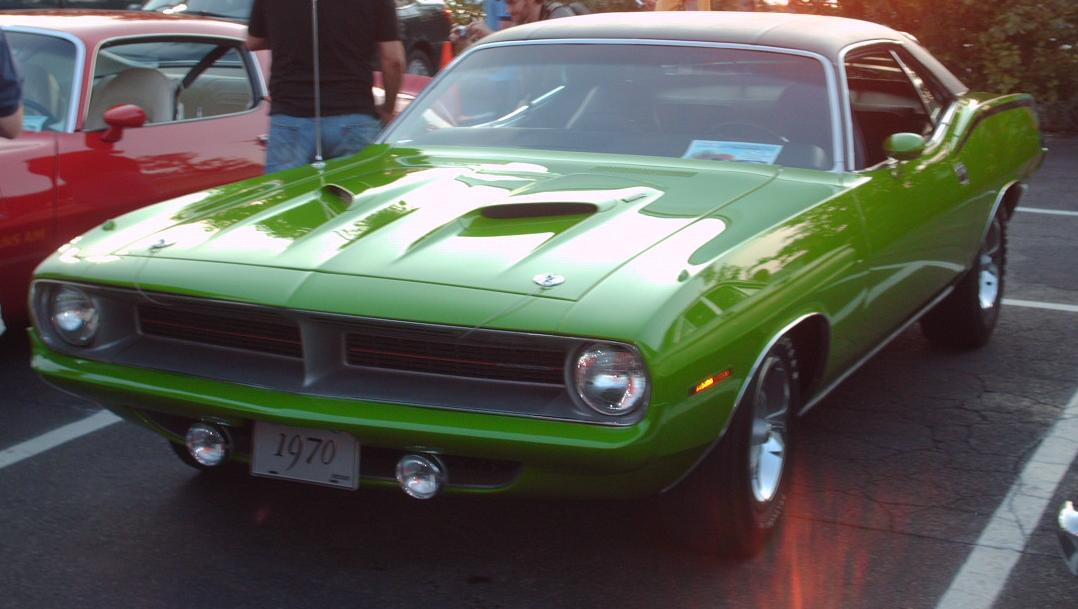
Plymouth Barracuda de 1970.

Plusieurs facteurs vont mettre fin à l'ère des Muscle cars.
En premier lieu, la dangerosité avérée de ces voitures incite les assureurs à augmenter leurs primes de façon dissuasive. En effet, ces voitures dont le moteur peut atteindre 425 cv SAE, restent des modèles de simplicité dans leur conception ; châssis séparé, pont arrière rigide, suspension arrière à ressorts à lames, freins à tambours, voire absence de direction assistée comme sur les Plymouth Barracuda et Hemi. Conduites par des conducteurs jeunes peu soucieux des règles du code de la route, elles connaissent des taux d'accident et de mortalité importants[réf. nécessaire].
Par ailleurs, le Congrès américain vote en 1970 le « Clean Air Act » (« Loi sur l'air propre ») qui exige des réductions drastiques des émissions polluantes et qui prévoit des amendes sévères pour les constructeurs automobiles qui ne s'y conforment pas. Les « trois grands » se voient contraints de réduire la puissance de leurs gros moteurs V8, ce qui aura pour effet de réduire à néant l'esprit même de la « muscle car ». Tous les constructeurs voient leurs ventes chuter dès 1971 et le choc pétrolier de l'hiver 1973-1974 apportera le coup de grâce, ouvrant la porte aux Pony cars moins gourmandes en carburant et moins polluantes. Les modèles disparaissent totalement, tels que les Plymouth Barracuda, Dodge Challenger, Dodge Charger. Rares sont celles qui en réchappent, même les Chevrolet Camaro et Pontiac Firebird ont failli disparaître dès 1972. La dernière Muscle car serait la Pontiac Trans Am SD-455 de 1974.
La Chevrolet Corvette C3 a pu faire face à cette crise en continuant sa production de modèles sportifs, passant de coupé Muscle Car à véhicule de sport tourisme malgré des chutes de puissance.

### Le retour

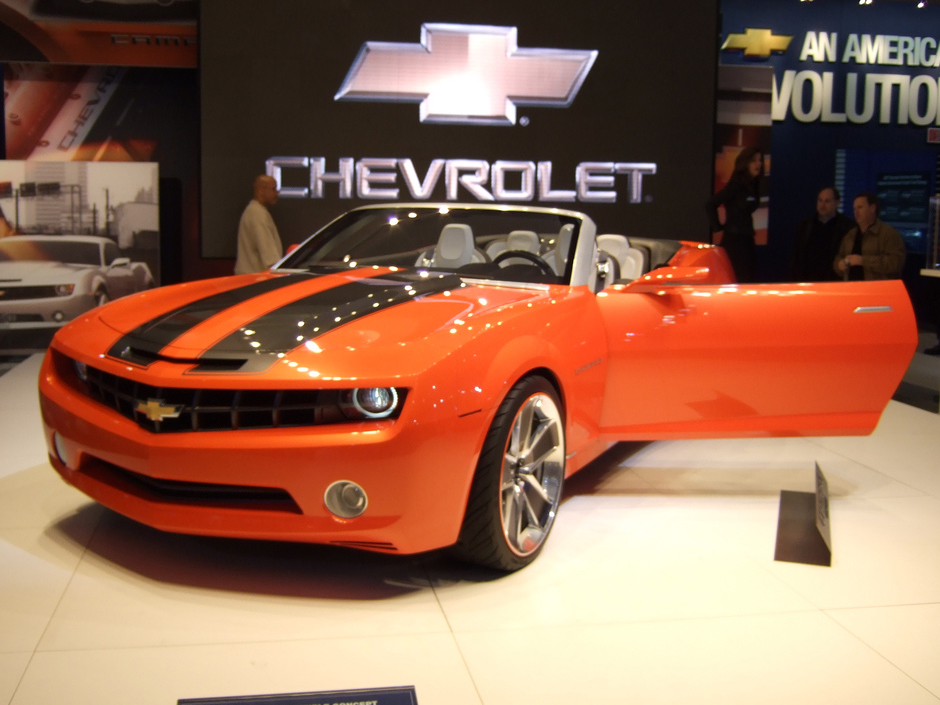
Chevrolet Camaro.

Depuis le début des années 2000, les muscle cars connaissent un engouement certain sur le marché de la collection. Les prix des transactions ont augmenté de façon astronomique, certaines éditions rarissimes de la Plymouth Hemi 'Cuda Cabriolet atteignant cinq millions de dollars aux enchères Barrett-Jackson (en). La plupart de ces voitures sont devenues inaccessibles au consommateur moyen, leur valeur atteignant souvent les 100 000 dollars pour un modèle « comme neuf ».
Face à cet effet de mode, les constructeurs américains ont engendré le style « néo-rétro ». Bien qu'étant la seule dont la production n'a jamais été arrêtée, la Ford Mustang n'y a pas échappé et, en 2004, sa cinquième génération s'est largement inspirée du modèle de 1964. Chrysler a suivi le mouvement en développant la nouvelle Dodge Charger sortie en 2006 puis la Dodge Challenger, sortie en 2008 et qui reprend les lignes de la version de 1970, de même que General Motors qui a présenté avec un peu de retard face à ses concurrents une cinquième génération de la Chevrolet Camaro qui reprend les grandes lignes du modèle de 1967.

## Course à la puissance
Les premiers V8 culbutés à haute compression sont apparus dans les gammes Oldsmobile et Cadillac durant l'année 1949. Ces moteurs à rendement élevé engendrent une irrésistible « course à la puissance » impliquant les principaux groupes américains. Jusqu'en 1951, la firme Cadillac conserve une relative avance avec son moteur V8 développant initialement 160 ch. Mais durant cette même année, Chrysler passe soudain en tête de liste avec son très ambitieux V8 Firepower à culasses hémisphériques et culbuteurs croisés développant 180 ch pour une cylindrée identique. La course continue jusqu'à la fin des années 1950 où les meilleurs V8 du marché culminent à plus de 350 ch moyennant une élévation progressive du taux de compression et un accroissement constant de la cylindrée.
Cette « course à la puissance » procédait à l'origine d'une adaptation technique aux nouveaux équipements de confort introduits dans les gammes hautes (servo-direction, boîte automatique, etc.) et qui ont l'inconvénient d'être de grands consommateurs d'énergie. Dans un premier temps, seules les marques de catégorie moyenne et supérieure (Chrysler et Imperial, Lincoln, Oldsmobile et Cadillac) profitent de cette nouvelle génération de moteurs, la standardisation du V8 culbuté à toutes les gammes intervenant plus tardivement, à partir de 1954. Mais, très vite, les analystes du marché constatent que l'argument d'une puissance élevée n'est pas sans influencer les choix de la clientèle. Au point de devenir un critère discriminant flattant l'ego de l'acheteur d'une Cadillac ou d'une Lincoln. À partir de 1952, les grandes marques vont donc livrer bataille sur le terrain de la puissance pure en s'évertuant, chaque année, à dépasser le record de l'année précédente.

### La première Muscle car de 300 chevaux

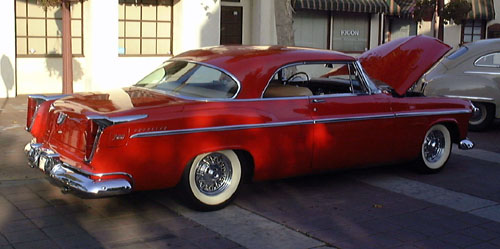
Chrysler C-300.

La marque Chrysler prend un avantage décisif en franchissant la première le seuil symbolique des 300 chevaux dès 1955 avec sa série « 300 » conçue comme une gamme spécifique dotée de hautes performances et de caractéristiques techniques privilégiant la maniabilité et la tenue de cap à grande vitesse. Proposée à un prix élevé et produite en très petite série, cette Chrysler très spéciale est bien l'ancêtre spirituel des Muscle cars apparus dix ans plus tard.
Pendant plusieurs années, les 300 « letter series » (en français « série des lettres », avec une nouvelle lettre pour chaque année) s'impose comme la référence absolue sur le marché américain, la puissance de son V8 étant progressivement portée à 375 et même 400 chevaux en option sur la 300F de 1960, la vitesse de pointe se situant désormais au-delà des 230 km/h en dépit d'un poids à vide de plus de 2 tonnes et d'un équipement de série particulièrement luxueux incluant direction assistée, boîte automatique, sièges et glaces électriques, etc..

## Quelquesmuscle carscélèbres
- AMC AMX (en)
- AMC Hornet
- AMC Javelin
- AMC Rebel (en)

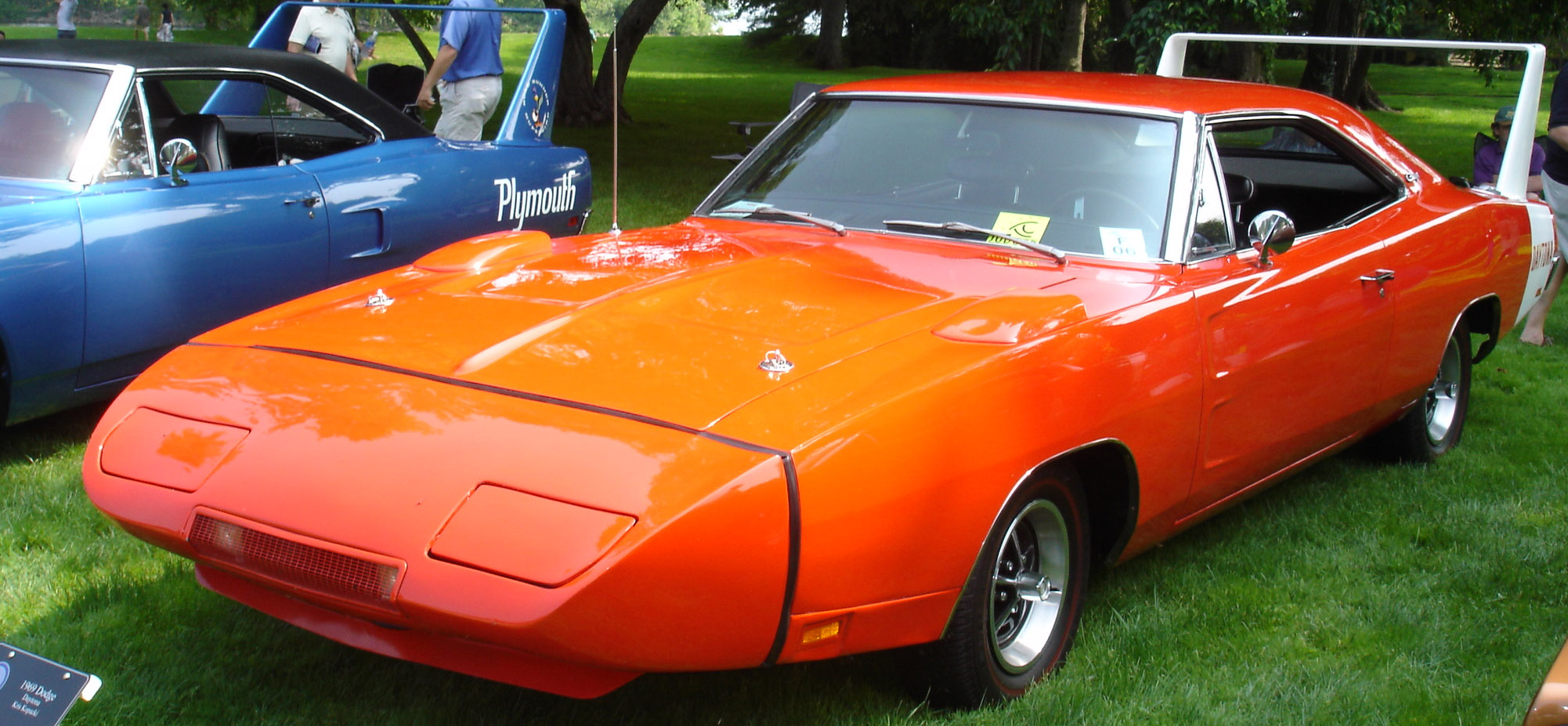
Une plymouth superbird de 1970

- Beaumont (en) (la Chevelle canadienne)
- Buick GS/GSX
- Chevrolet Camaro
- Chevrolet Chevelle SS
- Chevrolet Impala
- Chevrolet Nova
- Dodge Challenger
- Dodge Charger
- Dodge Coronet
- Dodge Dart
- Dodge Demon
- Dodge Super Bee
- Dodge Viper
- Ford Fairlane GT
- Ford Falcon XB coupé
- Ford Mustang (notamment les versions Shelby GT 350 et Shelby GT 500)
- Ford Torino GT et Cobra
- Mercury Comet (en)
- Mercury Cougar
- Mercury Cyclone Spoiler (en)
- Oldsmobile 442 (introduite immédiatement après la Pontiac GTO alors que les divisions de General Motors se menaient une compétition féroce. Oldsmobile est considéré par certains comme étant le vrai premier manufacturier de muscle cars, car dans le milieu des années 1950, la marque offrait de gros moteurs performants sur un châssis d'« intermédiaire ».)
- Oldsmobile Cutlass (en)
- Plymouth Barracuda
- Plymouth Duster
- Plymouth GTX
- Plymouth Road Runner
- Pontiac Firebird et Trans Am
- Pontiac GTO (souvent considérée comme la première « vraie » muscle car de l'histoire. Sa création est due à l'impertinence de l'ingénieur en chef de Pontiac de l'époque, John DeLorean, qui décide en 1964 de placer un bloc de 6,4 litres sous le capot d'un modèle « intermédiaire tel la pontiac Tempest/Lemans », allant ainsi à l'encontre des principes de GM, qui obéissait à une règle tacite de rapport poids/cylindrée, Néanmoins la Pontiac Tempest reçut ce moteur en 1963 sans autre amélioration.)
- Pontiac LeMans

### Modèles actuels
- Chevrolet Camaro
- Chevrolet Corvette
- Dodge Challenger
- Dodge Charger (LX/LD)
- Ford Mustang

## Concept cars
Ford :
- 1963 : Ford Mustang II
- 1965 : Ford Mustang Mach1
- 1967 : Ford Mach II
- 1968 : Ford Ranchero Scrambler
- 1969 : Ford Super Cobra
- 1970 : Ford Torino King Cobra, Ford Mustang Milano

Mercury :
- 1965 : Mercury Comet Cyclone Sportster
- 1966 : Mercury Comet Escapade
- 1969 : Mercury Cyclone Super Spoiler
- 1970 : Mercury El Gato

Dodge :
- 1964 : Dodge Charger I
- 1965 : Dodge Charger II
- 1968 : Dodge Daroo I, Dodge Daroo II, Dodge Topless Charger, Dodge Charger III
- 1970 : Dodge Super Charger, Dodge Diamante, Dodge Yellow Jacket

Plymouth :
- 1969 : Plymouth Duster

American Motors Company (AMC) :
- 1966 : AMC AMX, AMC AMX I Vignale, AMC AMX II, AMC Vixen
- 1968 : AMX GT
- 1969 : AMX /2

Chevrolet :
- 1964 : Chevrolet Super Nova

Oldsmobile :
- 1969 : Oldsmobile 4-4-2 Apollo

Pontiac :
- 1964 : Pontiac Bonneville x-400 Convertible, Pontiac Banshee
- 1966 : Pontiac XP-798
- 1968 : Pontiac Banshee II
- 1974 : Pontiac Banshee III